# 1. FC Lokomotive Leipzig
El 1. FC Lokomotive Leipzig es un club de fútbol alemán con sede en la ciudad de Leipzig, en la región de Sajonia, conocido anteriormente como VfB Leipzig. El club fue fundado en 1896 y juega como local en el Bruno-Plache-Stadion. Actualmente juegan en la Regionalliga Nordost, perteneciente a la cuarta división del fútbol alemán. Los colores tradicionales del club son el amarillo y el azul.
El Lokomotive se proclamó primer campeón nacional de Alemania (el precedente de la Bundesliga) en 1903, además de revalidar título en 1906 y 1913, y siendo campeón también de la Copa de Alemania en 1936, sus títulos más importantes. Tras la división de Alemania en 1949, el club pasó a formar parte de la DDR-Oberliga y se convirtió en uno de los equipos más importantes de Alemania del Este.

## Historia
El club se fundó el 13 de mayo de 1896, en el departamento de fútbol del club de gimnasia Allgemeine Turnverein 1845 Leipzig. Sin embargo, reclamar a una fecha anterior de origen que se remonta a un club que se incorporó al VfB en 1898 —Sport Club Sportbrüder Leipzig— que fue uno de los cuatro clubes de fútbol formado en Leipzig en 1893. La unión duró hasta el 2 de mayo de 1900 cuando las dos partes tomaron distintos caminos de nuevo.
EL VfB Leipzig originalmente fue uno de los ochenta y seis equipos que se reunieron en la ciudad en 1900 para formar la DFB (Deutscher Fussball Bund o Federación Alemana de Fútbol). Ellos tuvieron un éxito inmediato en su deporte elegido y se dirigieron hacia el campeonato de primera nacional alemana final celebrada en 1903. Sus oponentes eran DFC Praga, una parte étnicamente Alemana de lo que es hoy en Praga en la República Checa, pero que entonces formaba parte del Imperio Austrohúngaro. La DFB había invitado a clubes alemanes de este tipo en otros países a fin de incrementar los números en su asociación nacional de nuevo.
EL DFC Praga había hecho su camino a la final, en circunstancias que les había permitido evitar jugar un partido de playoff único, mientras que Leipzig había llegado a través de algunos partidos de dura lucha. Al llegar a Hamburgo para el partido, los Praguers muy favorecidos de aislarse de un público mal aconsejado la noche anterior al concurso fueron a una taberna y así llegaron a la cancha en menor forma para el juego ideal. El concurso contra el VfB Leipzig se retrasó media hora luego de que los funcionarios salieron a buscar un balón de fútbol que estaba en condiciones suficientemente buenas para jugar el partido. El club Altena proporcionó un nuevo balón y en once minutos el Praga anotó el primer gol. Al final de la primera mitad de la puntuación era de (1:1), pero luego el Leipzig metió otro para el cual se convertirá en el primer ganador de la "Meisterschaftstrophaee Viktoria (Victoria Championship Trophy)", representante de la supremacía del fútbol alemán, por la fuerza ganaron una decisiva victoria de 7-2 en Altena.
En 1904 el Leipzig se manifestaban en otra final, pero el partido nunca fue impugnado. Una protesta de FV Karlsruhe sobre su semifinal disputada contra el Britannia Berlín nunca fue resuelto y la DFB suspendió las últimas horas solo antes de su inicio programado.En ese año no habría ningún campeón y por consiguiente quedaría vacante por el título. La temporada siguiente, los directivos del Leipzig se vieron incapaces de cubrir los gastos de viaje para participar en su primer partido programado para la ronda de los playoffs y así fueron eliminados de la competencia de ese año. Sin embargo, obtuvieron la victoria de nuevo en 1906 y 1913, también jugaron la final de 1911 y 1914.
En el período previo a la Primera Guerra Mundial, el VfB fue incapaz de repetir su éxito temprano. Después de la reorganización de las ligas de fútbol de Alemania bajo el Tercer Reich en 1933, el club se encontraba en la Gauliga Sajonia, una de las dieciséis divisiones de nivel superior. Mientras que ganaban los buenos resultados en su propia división, eran incapaces de avanzar en las rondas de la postemporada. En 1937, capturaron el "Tschammerpokal", conocida hoy como la Copa de Alemania, en un partido contra el FC Schalke 04, lo que fue la parte dominante de la época.

### Républica Democrática de Alemania
Inmediatamente en el período posterior a la Segunda Guerra Mundial, las autoridades alemanas del este mostraron un marcado gusto por los equipos deportivos con los nombres de los héroes socialista: Erich Zeigner fue el abogado y político alemán socialista que fue alcalde de Leipzig bajo la ocupación soviética de julio de 1945 hasta su muerte en abril de 1949. El antiguo pueblo de Probstheida es hoy el sur de la cuarta parte oriental de la ciudad de Leipzig.
Después de la guerra, el club fue disuelto por las autoridades de ocupación aliadas, como la mayoría de las otras organizaciones en Alemania, incluidos los deportes y los clubes de fútbol. Los miembros del club reconstituyeron al equipo en 1946 como SG Probstheida bajo los auspicios de ocupación de los soviéticos. Después de jugar como BSG Erich Zeigner Probstheida y BSG Einheit Ost, el club se fusionó con la rotación SC Leipzig en 1954 y jugó en la DDR-Oberliga, la liga de máxima categoría de Alemania del Este, pero solo obtuvo resultados mediocres.

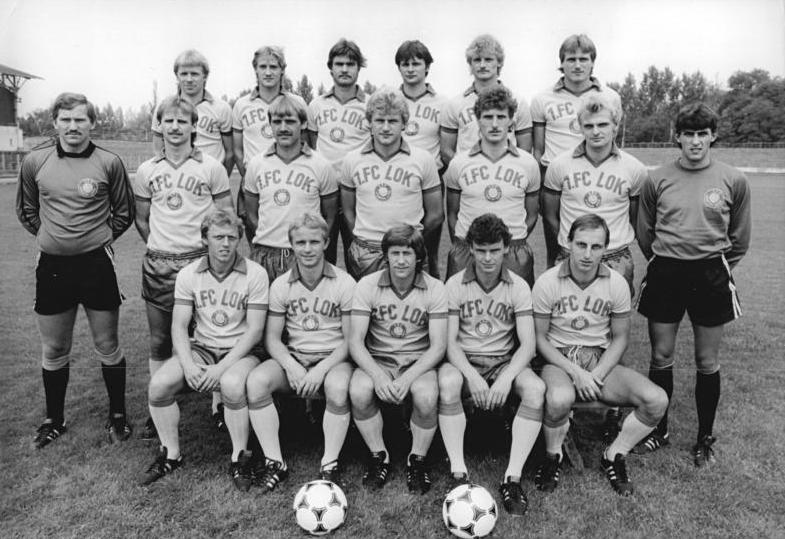
Plantilla del Lokomotive Leipzig en agosto de 1983.

En 1963 en Leipzig los clubes más importantes - SC Rotation y SC Lokomotive Leipzig fueron puestos juntos dando lugar a dos nuevas caras en las que se fundaron el SC Leipzig y BSG Chemie Leipzig. En el oriente de Alemania se pasó una revisión general en la organización en 1965, la creación de clubes de fútbol como centros de fútbol de alto nivel, durante el cual SC Leipzig se transformó en 1. FC Lokomotive Leipzig, mientras que sus rivales Chemie Leipzig continuó como Betriebssportgemeinschaft (BSG), o un equipo de la empresa. Jugando como Lokomotive, la suerte del equipo mejoró algo, ya que casi siempre terminaba bien la tabla de la liga, pero fueron incapaces de captar el máximo honor en el DDR (en alemán: Deutsche Demokratische Republik o República Democrática Alemana) con la pérdida de últimas apariciones en 1967, 1986 y 1988.
El Lokomotive ganó varias Copas de Alemania Oriental con victorias en 1976, 1981, 1986 y 1987. También ganó la Copa Intertoto de la UEFA en 1966 y en 1987 llegó a la final de la Recopa de Europa de la UEFA, en la que fue derrotado 0-1 ante el Ajax Ámsterdam.

### Reunificación alemana
La reunificación en 1990 fue seguida por la fusión de las ligas de fútbol de las dos Alemanias. Una mala temporada llevó a un séptimo lugar en la Liga de transición, sino un playoff inesperadamente fuerte impulsó al club en la 2. Bundesliga.

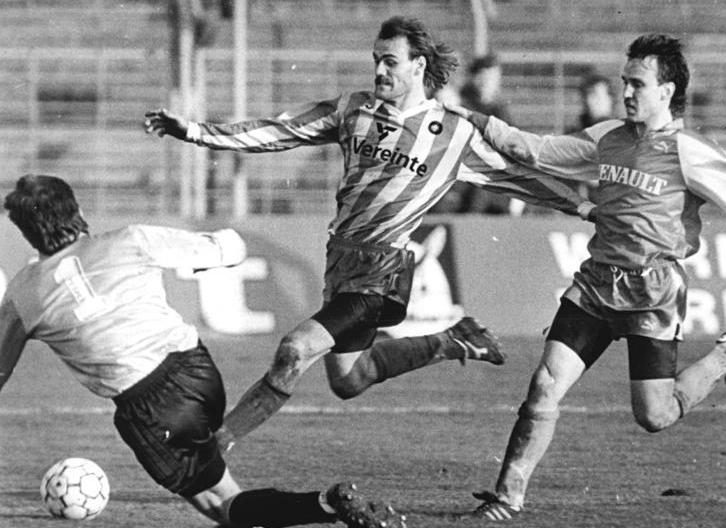
Bernd Hobsch (centro) con el Lokomotive en un partido ante el Energie Cottbus (1990).

El 1. FC Lokomotive hizo una aprehensión en su antigua gloria por reafirmar el nombre del VfB Leipzig. Un tercer puesto en 1993, el equipo da avanzada a la máxima categoría en la Bundesliga donde terminaron últimos en la temporada de 1994. El VfB inició una caída constante a través de la 2. Bundesliga y la Regionalliga Nordost (III) en 1998 hasta la Oberliga Nordost / Süd (IV) en 2001. El club quedó en bancarrota en 2004, sus resultados fueron anulados y el club fue disuelto.
En 2004, el club fue restablecido por un grupo de aficionados como 1. FC Lokomotive Leipzig. El nuevo equipo tenía que empezar en la división más baja del undécimo nivel 3. Kreisklasse, Staffel 2 en 2004-2005. Aun así, siguió recibiendo apoyo de los aficionados entusiastas, su partido contra el Eintracht Großdeuben segundo equipo en el Zentralstadion de Leipzig el 9 de octubre de 2004 rompió el récord mundial de asistencia a las ligas menores con 12.421 espectadores en las tribunas. Gracias a una fusión con SSV Torgau, el club podría desempeñar en el séptimo nivel de Bezirksklasse Leipzig, Staffel 2 en 2005-2006. Terminó esta liga como campeón, el equipo clasificado para la Bezirksliga, el sexto nivel. En 2006 Lokomotive Leipzig también jugó un partido amistoso contra el Manchester United en el cual quedaron 4-4 y se clasificó para la Landespokal 2006-2007 al ganar el Bezirkspokal. El Lokomotive Leipzig terminó como campeón de su grupo y ascendido al quinto nivel de la Landesliga Sachsen del grupo para la temporada 2007-2008. El club terminó 2 antes del FC Erzgebirge Aue (II) y perdió la promoción directa a la NOFV-Oberliga Süd por 2 puntos en la temporada 2007-2008. Todavía tenía la oportunidad de recuperar la condición de la Oberliga a través de un juego de descenso de play-off con el FC Schönberg 95, ganando 2-1 en el juego de ida. En el partido de vuelta, frente a casi 10 000 espectadores, el club perdió 0-1 pero ganó el ascenso a la Oberliga lejos de la regla del gol de oro.

## Uniforme
| 2019-20 |

## Palmarés

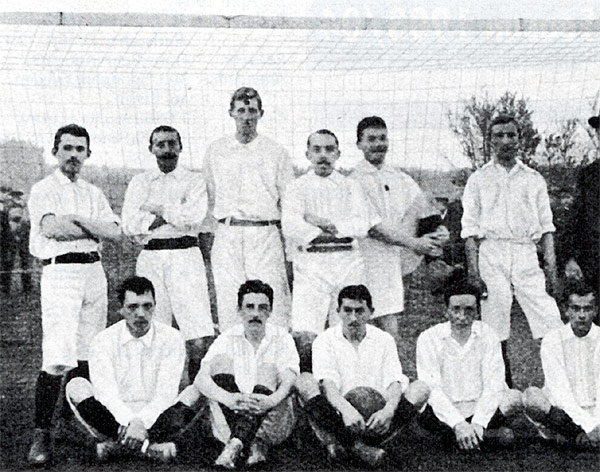
Equipo que ganó el campeonato alemán en 1903.

### Torneos nacionales
- Campeonato Alemán de fútbol (3): 1903, 1906, 1913.
- Oberliga Sur (1): 2016.
- Copa de Alemania (1): 1936.
- Copa de la RDA (4): 1976, 1981, 1986, 1987.

### Torneos internacionales
- Copa Intertoto de la UEFA (1): 1966.

## Rivalidades
Su máximo rival es FC Sachsen Leipzig. En menor medida también mantiene rivalidad con el Hallescher FC.

## Participación en competiciones de la UEFA y la FIFA
| Temporada | Torneo           | Ronda          | Club                    | Resultado           |
| --------- | ---------------- | -------------- | ----------------------- | ------------------- |
| 1963–64   | Copa de Ferias   | 1              | Újpesti Dózsa           | 0–0, 2–3            |
| 1964–65   | Copa de Ferias   | 1              | Wiener SC               | 1–2, 0–1            |
| 1965–66   | Copa de Ferias   | 2              | Leeds United            | 1–2, 0–0            |
| 1966–67   | Copa de Ferias   | 1              | Djurgårdens IF          | 3–1, 2–1            |
| 1966–67   | Copa de Ferias   | 2              | RFC Lieja               | 0–0, 2–1            |
| 1966–67   | Copa de Ferias   | 1/8            | S. L. Benfica           | 3–1, 1–2            |
| 1966–67   | Copa de Ferias   | 1/4            | Kilmarnock FC           | 1–0, 0–2            |
| 1967–68   | Copa de Ferias   | 1              | Linfield FC             | 5–1, 0–1            |
| 1967–68   | Copa de Ferias   | 2              | FK Vojvodina            | 0–0, 0–2            |
| 1968–69   | Copa de Ferias   | 1              | Kjøbenhavns Boldklub    | walkover            |
| 1968–69   | Copa de Ferias   | 2              | Hibernian               | 1–3, 0–1            |
| 1973–74   | Copa de la UEFA  | 1              | Torino Calcio           | 2–1, 2–1            |
| 1973–74   | Copa de la UEFA  | 2              | Wolverhampton Wanderers | 3–0, 1–4            |
| 1973–74   | Copa de la UEFA  | 1/8            | Fortuna Düsseldorf      | 1–2, 3–0            |
| 1973–74   | Copa de la UEFA  | 1/4            | Ipswich Town            | 0–1, 1–0 (4–3 a.p.) |
| 1973–74   | Copa de la UEFA  | 1/2            | Tottenham Hotspur       | 1–2, 0–2            |
| 1976–77   | Recopa de Europa | 1              | Heart of Midlothian     | 2–0, 1–5            |
| 1977–78   | Recopa de Europa | 1              | Coleraine FC            | 4–1, 2–2            |
| 1977–78   | Recopa de Europa | 1/8            | Real Betis              | 1–1, 1–2            |
| 1978–79   | Copa de la UEFA  | 1              | Arsenal FC              | 0–3, 1–4            |
| 1981–82   | Recopa de Europa | Clasificatoria | Politehnica Timişoara   | 0–2, 5–0            |
| 1981–82   | Recopa de Europa | 1              | Swansea City            | 1–0, 2–1            |
| 1981–82   | Recopa de Europa | 1/8            | FK Velez Mostar         | 1–1, 1–1            |
| 1981–82   | Recopa de Europa | 1/4            | FC Barcelona            | 0–3, 2–1            |
| 1982–83   | Copa de la UEFA  | 1              | Viking                  | 0–1, 3–2            |
| 1983–84   | Copa de la UEFA  | 1              | Girondins de Bordeaux   | 3–2, 4–0            |
| 1983–84   | Copa de la UEFA  | 2              | Werder Bremen           | 1–0, 1–1            |
| 1983–84   | Copa de la UEFA  | 1/8            | Sturm Graz              | 0–2, 1–0            |
| 1984–85   | Copa de la UEFA  | 1              | Lillestrøm SK           | 7–0, 0–3            |
| 1984–85   | Copa de la UEFA  | 2              | Spartak Moscú           | 1–1, 0–2            |
| 1985–86   | Copa de la UEFA  | 1              | Coleraine FC            | 1–1, 5–0            |
| 1985–86   | Copa de la UEFA  | 2              | AC Milan                | 0–2, 3–1            |
| 1986–87   | Recopa de Europa | 1              | Glentoran FC            | 1–1, 2–0            |
| 1986–87   | Recopa de Europa | 1/8            | SK Rapid Wien           | 1–1, 2–1            |
| 1986–87   | Recopa de Europa | 1/4            | FC Sion                 | 2–0, 0–0            |
| 1986–87   | Recopa de Europa | 1/2            | Girondins de Bordeaux   | 1–0, 0–1 (a.p.)     |
| 1986–87   | Recopa de Europa | Final          | Ajax Ámsterdam          | 0–1                 |
| 1987–88   | Recopa de Europa | 1              | Olympique de Marsella   | 0–0, 0–1            |
| 1988–89   | Copa de la UEFA  | 1              | FC Aarau                | 3–0, 4–0            |
| 1988–89   | Copa de la UEFA  | 2              | SSC Napoli              | 1–1, 0–2            |

## Entrenadores
| - Rudolf Walseck (1951-52) - Otto Winter (1952-53) - Arthur Fischer (1953-54) - Heinz Krügel (1954-56) - Werner Welzel (1956-59) - Martin Brunnert (1959-60) - Martin Schwendler (1961-63) - Rudolf Krause (1963-65) - Günter Konzack (1965-66) - Hans Studener (1966-69) - Kurt Holke (1969-71) - Horst Scherbaum (1971-76) - Manfred Pfeifer (1976-78) - Heinz Joerk (1978-79) - Harro Miller (1979-85) | - Hans-Ulrich Thomale (1985-90) - Gunter Böhme (1990-91) - Jürgen Sundermann (1991-93) - Bernd Stange (1993-94) - Jürgen Sundermann (1994) - Damian Halata (1994) - Tony Woodcock (1994) - August Starek (1994-96) - Damian Halata (1996) - Sigfried Held (1996-97) - Damian Halata (1997-98) - Hans-Ulrich Thomale (1998-99) - Dragoslav Stepanović (1999) - Joachim Steffens (1999-2001) - Hans-Jürgen Dörner (2001-03) | - Detlef Schößler (2003) - Hermann Andreev (2003-04) - Michael Breitkopf y Jörg Engelmann (2004) - Mike Sadlo (2004) - Rainer Lisiewicz (2004-09) - Jörg Seydler (2009) - Uwe Trommer (2009-10) - Joachim Steffens (2010-11) - Mike Sadlo (2011) - Willi Kronhardt (2012) - Marco Rose (2012-13) - Carsten Hänsel (2013) - Heiko Scholz (2013)- |